# Gueorgui Parvànov
Gueorgui Parvànov (en búlgar Георги Първанов), nascut el 28 de juny de 1957 a Sírixtnik (Bulgària), és el president de Bulgària des del 22 de gener de 2002. Està a favor que Bulgària sigui membre de l'OTAN i de la UE. S'identifica com a socialista. En les eleccions presidencials de novembre de 2001, Parvànov va obtenir un 54,13 dels vots, amb què va derrotar el seu predecessor, Petar Stoiànov, que en va obtenir un 45,87%. El 2006 va ser reelegit amb un 75,7% i va vèncer el seu rival, Volen Síderov, que en va obtenir un 24,3%.
Va deixar de ser president l'any 2017, quan Rumen Radev va guanyar les eleccions.